# Марблтон (Вайоминг)
Марблтон (англ. Marbleton, Wyoming) — город, расположенный в округе Сублетт (штат Вайоминг, США) с населением в 1 111 человек по данным переписи 2017 года.

## География
По данным Бюро переписи населения США город Марблтон имеет общую площадь в 1,81 квадратных километров, водных ресурсов в черте населённого пункта не имеется.
Город Марблтон расположен на высоте 2093 метра над уровнем моря.
Средняя температура июля составляет 60,5 °F (15,8 °С) со средним максимумом 79,6 °F (26,4 °С), средняя температура января — 10,1 °F (−12,2 °С) со средним минимумом −4,9 °F (−20,5 °С), в течение года обычно варьируясь от 1 °F (−17,2 °С) до 80 °F (26,7 °C) и редко опускаясь ниже −14 °F (−25,6 °C) либо поднимаясь выше 88 °F (31,1 °C).

## Демография
По состоянию на 2017 год, в городе проживало 1 111 человек. По данным переписи населения 2000 года в Марблтоне проживало 720 человек, 201 семья, насчитывалось 268 домашних хозяйств и 310 жилых домов. Средняя плотность населения составляла около 410 человек на один квадратный километр. Расовый состав Марблтона по данным переписи распределился следующим образом: 96,25 % белых, 0,42 % — чёрных или афроамериканцев, 0,69 % — коренных американцев, 0,42 % — азиатов, 0,14 % — выходцев с тихоокеанских островов, 1,53 % — представителей смешанных рас, 0,56 % — других народностей. Испаноговорящие составили 1,67 % от всех жителей города.
Из 268 домашних хозяйств в 42,5 % — воспитывали детей в возрасте до 18 лет, 64,2 % представляли собой совместно проживающие супружеские пары, в 6,0 % семей женщины проживали без мужей, 25,0 % не имели семей. 20,1 % от общего числа семей на момент переписи жили самостоятельно, при этом 2,2 % составили одинокие пожилые люди в возрасте 65 лет и старше. Средний размер домашнего хозяйства составил 2,69 человек, а средний размер семьи — 3,09 человек.
Население города по возрастному диапазону по данным переписи 2000 года распределилось следующим образом: 31,1 % — жители младше 18 лет, 8,1 % — между 18 и 24 годами, 33,1 % — от 25 до 44 лет, 22,6 % — от 45 до 64 лет и 5,1 % — в возрасте 65 лет и старше. Средний возраст жителей составил 34 года. На каждые 100 женщин в Марблтоне приходилось 106,3 мужчин, при этом на каждые сто женщин 18 лет и старше приходилось 105,8 мужчин также старше 18 лет.
Средний доход на одно домашнее хозяйство в городе составил 41 406 долларов США, а средний доход на одну семью — 46 250 долларов. При этом мужчины имели средний доход в 38 250 долларов США в год против 17 500 долларов среднегодового дохода у женщин. Доход на душу населения в городе составил 18 446 долларов в год. 3,2 % от всего числа семей в округе и 4,2 % от всей численности населения находилось на момент переписи населения за чертой бедности, при этом 5,8 % из них были моложе 18 лет.